# 赵剑锋

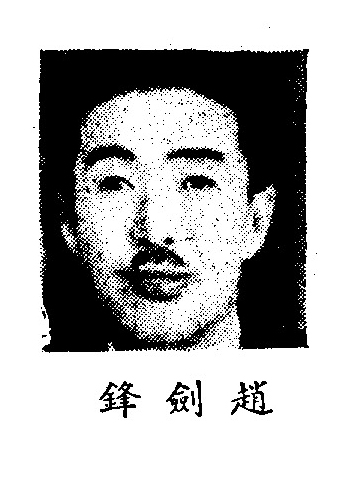

赵剑锋（1898年—1990年），号铁壁，男，黑龙江省呼兰县人，中华民国及中华人民共和国军事及政治人物。

## 生平
1922年，考入东北讲武堂。并结识张学良。1925年，与张学良同到日本留学，在张学良资助下完成学业。赵剑锋曾在日本陆军士官学校骑兵科学习。学成归国后，历任东北军护路队上尉参谋、步兵少校团副、卫队连中校连长等职。1931年九一八事变后，在苏炳文的东北民众抗日救国军任上校支队长、上校旅参谋长，兼任铁路检查长等职。后来随东北抗联部队撤到苏联。
1933年，经苏联到中国新疆。1935年在迪化任新疆军官学校教育长。1936年，被盛世才升为中将，任命为公安管理处处长。1937年，盛世才成立特种刑事法庭，赵剑峰任副庭长，因办案认真，无证据不立案，所以不久就被免职。1937年9月，被盛世才免去公安处处长职务。
1937年11月，被任命为塔城行政长。到塔城就职后，创办中小学79所、文化促进会58所等等，还集资兴建了塔城俱乐部、公园、巴什拜大桥，率公务员植树，兴办红楼医院。夫人许毓贞是1937年新疆派到苏联的留学生，回国后留在塔城任女子小学校长。
1942年3月，赵剑峰被盛世才逮捕入狱。1945年3月获释。1945年4月，任新疆省政府委员，新疆省社会处长，兼新疆省宣抚委员会主任委员。1946年，任西北行辕中将高参，新疆牧民生计改善委员会主任委员。1947年7月，新疆联合政府成立，赵剑锋保留原职。1949年到1952年，历任新疆省政府委员，新疆省人民政府办公厅副主任，新疆省高级顾问。1952年至1954年在省干校学习。1954年到1958年，调到新疆省工商联工作。曾任新疆维吾尔自治区政协委员。
1990年，赵剑峰逝世。